# Василькув
Васи́лькув (Васи́льков, бел. Васількаў, пол. Wasilków) — город в Польше. Входит в Подляское воеводство, Белостокский повят (с 1975 по 1998 год входил в Белостокское воеводство). Имеет статус городской гмины. 
Занимает площадь 28 км². Население — 11 500 человек (на 2019 год).

## История
Местность, на которой сейчас находится Василькув была известна с 1282 года, даты когда Лешек Чёрный одержал здесь победу над войском ятвягов. Урочище Василькув было основано в 1528 году, а через 38 лет оно получило статус города. После третьего раздела Польши город вошёл в состав Пруссии, а в 1807 году после подписания Тильзитского мира был передан Российской империи в состав Белостокской области. После обретения Польшей независимости в XX веке в Василькуве начала развиваться мелкая промышленность в лице лесопилок, кожевенных и ткацких мастерских. Во время немецкой оккупации в городе было организовано гетто, откуда было вывезено в Белосток около 1000 человек.